# アル＝アアシャー
アル＝アアシャー（転写：al-Aʿshā, 実際の発音：ʾal-ʾaʿshā, アラビア語: اَلْأَعْشَى）は現サウジアラビア王国ナジュド地方生まれのキリスト教徒詩人。

## 概要
ジャーヒリーヤ時代を代表する詩人の一人で、اَلْمُعَلَّقَاتُ الْعَشْرُ（転写：al-Muʿallaqāt al-ʿAshr, 実際の発音：ʾal-muʿallaqātu-l-ʿashr(アル＝ムアッラカートゥ・ル＝アシュル)、アル＝ムアッラカート・アル＝アシュル、「十のムアッラカート（ムアッラカ詩）、十篇のムアッラカート（ムアッラカ詩）」の意）にその作品が収録されている。
イスラーム期には預言者ムハンマド称賛詩を残すなどしたが、イスラームに改宗しないまま死去した。
アル＝アアシャーは彼が弱視・夜盲症であることから付けられたあだ名で、父の名を出自表示として添えたアアシャー・カイス（転写：Aʿshā Qays もしくは Aʿshā Qais, 実際の発音：ʾaʿshā qays/qais, アラビア語: أَعْشَى قَيْس）でも呼ばれている。なお、晩年には完全に視力を失い全盲となった。
非常に多作で、アラブやペルシアの王侯らに数多くの称賛詩を贈ったことでも知られる。しかしながら、現代まで残されている物はそのうちのごく僅かのみである。

## 名前

### 本名
マイムーン・イブン・カイス・イブン・ジャンダル（転写：Maymūn/Maimūn ibn Qays/Qais ibn Jandal, アラビア語: مَيْمُونُ بْنُ قَيْسِ بْنِ جَنْدَلٍ）
マイムーンが本人のファーストネーム、カイスが父の名前、ジャンダルが祖父の名前。

### あだ名（ラカブ）
アル＝アアシャー（転写：al-Aʿshā, 実際の発音：ʾal-ʾaʿshā, アラビア語: اَلْأَعْشَى）
アラビア語で「弱視の（人）」「夜盲症の（人）」を意味する名詞・形容詞 أَعْشَى（ʾaʿshā, アアシャー）に定冠詞 اَلْ（転写：al-, 実際の発音：ʾal-, アル＝）を付したもの。身体的特徴をあだ名とすることが多かったアラブ社会ゆえ、彼の弱視・夜盲が通称として広く用いられるに至ったもの。
日本ではアラブ人名・地名に含まれる定冠詞アルを除去した上でカタカナ表記する慣習があるため、単に「アアシャー」と書かれていることが多い。
アアシャー・カイス（転写：Aʿshā Qays もしくは Aʿshā Qais, 実際の発音：ʾaʿshā qays/qais, アラビア語: أَعْشَى قَيْس）
「弱視の（人）」「夜盲症の（人）」を意味する名詞・形容詞 أَعْشَى（ʾaʿshā, アアシャー）に出自表示として父親のファーストネーム قَيْس（転写：Qays もしくは Qais, 実際の発音：qays/qais, カイス）を添え、「カイスの息子アアシャー、カイスの息子の弱視男」という通称としたもの。
アル＝アアシャー・アル＝カビール（転写：al-Aʿshā al-Kabīr, 実際の発音：ʾal-ʾaʿsha-l-kabīr(アル＝アアシャ・ル＝カビール), アラビア語: اَلْأَعْشَى الْكَبِيرُ）
「大アル＝アアシャー」の意。アル＝アアシャーのあだ名で呼ばれた別の詩人と区別するために形容詞 كَبِير（kabīr, カビール, 「大きな」の意）を اَلْأَعْشَى（転写：al-Aʿshā, 実際の発音：ʾal-ʾaʿshā, アル＝アアシャー）に添え後置修飾させたもの。
サンナージャトゥルアラブ / サンナージャ(ト)・アル＝アラブ（転写：ṣannāja al-ʿarab, 実際の発音：ṣannājatu-l-ʿarab(サンナージャトゥ・ル＝アラブ), アラビア語: صَنَّاجَةُ الْعَرَبِ）
「アラブのサンジュ弾き、アラブのハープ弾き」の意味。صَنَّاجَة（ṣannāja(h), サンナージャ）は صَنَّاج（ṣannāja, サンナージュ）の強調・誇張語形で、صَنْج（ṣanj, サンジュ, 「シンバル；カスタネット；ハープ（弦楽器）」の意）奏者であることを示す名詞。アル＝アアシャーの詩にサンジュを指でつまはじいて演奏する様子が出てくることから、弦楽器の方であることがわかる。
サンジュはペルシア語由来の外来語でジャーヒリーヤ時代に用いられていたことが当時の詩作品を通じて記録されている楽器。アル＝アアシャーはこのサンジュを自ら弾きながら詩にメロディーをつけて歌っていたともされており、歌唱に適した詩を作ったことからこの名で呼ばれたと言われている。

### あだ名（クンヤ）
アブー・バスィール（ʾabū baṣīr, アラビア語: أَبُو بَصِيرٍ）
子称（～の父）というクンヤ形式のあだ名。أَبُو（ʾabū, アブー, 「～の父；～の持ち主」の意）を後続の بَصِير（baṣīr, バスィール, 「視力がある（者）；眼力がある、慧眼の（者）」の意）が属格支配し、「視力ある者の父」を意味する複合語となったもの。
アラブ世界ではその者が持つ性質と正反対の呼び名をつける習慣が古くからあり、この「視力ある者の父」は盲目の人にしばしば用いられた通称で、弱視が改善するようにとの願いを込めたあだ名だったとされる。

## 生涯
現サウジアラビア王国ナジュド地方の مَنْفُوحَة（Manfūḥa(h), マンフーハ, 現在は首都(アッ＝)リヤードの一街区）にて生まれる。生年は570年頃と見られる。
父カイスはある時強い日差しから逃れるために洞窟に入ったが、落石により入り口が塞がれたことで閉じ込められてしまい飢えと乾きで死亡。アル＝アアシャーは詩人でもあった母方おじアル＝ムサイヤブ・イブン・アラス（転写：al-Musayyab/al-Musaiyab ibn ʿAlas, アラビア語: اَلْمُسَيَّبُ بْنُ عَلَسٍ） の元で育てられた。
ジャーヒリーヤ時代屈指の詩人となった彼は、パトロンとなる有力者を探し求めながら各地を訪れ、アラブやペルシアの王侯らに称賛詩を贈って得られる報酬・褒美（金品や家畜）で生計を立てていた。
イスラーム布教が始まった頃、マッカ（メッカ）や（アル＝）マディーナから遠くにいた彼だが、預言者ムハンマドがイスラームという宗教を広めているとの噂を聞き入信を決意。預言者ムハンマド称賛詩を携えマッカ（メッカ）に向け出立した。
この報を聞きつけたクライシュ族は高名な詩人であるアル＝アアシャーがイスラーム教徒らの強力な支援者となることを危惧。アブー・スフヤーン一行が翻意を促すもなかなか聞き入れようとしなかったが、イスラームが飲酒を禁じていると聞かされ迷いだし「飲酒は止められそうにないから、帰って酒を飲むことにしよう。来年になったらまた戻ってくるので、そうしたらムハンマドの宗教に入る。」と入信を取りやめたと言い伝えられている。
アブー・スフヤーン一行は「来年また戻って来たりしないように。そしてムハンマドの宗教とクライシュの宗教のどちらが勝つのかを見届けるまで待っていてくれ。」と依頼。見返りに100頭のラクダを渡し自分の部族のところへと帰るよう促したという。
自分の村がある辺りまで戻ったアル＝アアシャーだったが、あと少しで帰宅という地点で乗っていたラクダから転落。首の骨を折ってしまったことにより死去。没年は629年頃とされている。

## 家族
生涯に一度結婚したが後に離婚。娘が1人いたとされる。

## 作品
作品は称賛詩、風刺詩、恋愛詩、飲酒詩など多岐にわたる。彼の詩は教訓に富んでおり知見の豊かさを反映した物が多いと評されている。
大の酒好きで優れた飲酒詩を作ったことからアブー・ヌワース（転写：Abū Nuwās, アラビア語: أَبُو نُوَاس）と比較されることもしばしばである。
ペルシアの王侯らに称賛詩を贈っていたことから、ペルシア語の語彙が多く含まれる点も特徴的である。

## 参考ページ
本項を執筆するあたって参照したサイトは以下の通り。
- الأعشى (شاعر جاهلي)
- من هو الأعشى بن قيس ؟.. وأشهر قصائدة التي عرفها العرب
- الأعشى (مفكرون)
- الأعشى (معرفة)